# Ochodaeus carinatus
Ochodaeus carinatus är en skalbaggsart som beskrevs av Benderitter 1913. Ochodaeus carinatus ingår i släktet Ochodaeus och familjen Ochodaeidae. Inga underarter finns listade i Catalogue of Life.